# Comic Relief (Wohltätigkeitsorganisation)
Comic Relief ist der Name einer Wohltätigkeitsorganisation, die im Jahr 1985 in Großbritannien als Antwort auf die Hungersnot in Äthiopien von Lenny Henry und Richard Curtis gegründet wurde.
Die Organisation sammelt Mittel für Afrika und benachteiligte Menschen im Vereinigten Königreich, ursprünglich erhielt die Organisation ihre Mittel durch Live-Veranstaltungen. Die Idee zu Comic Relief stammt von der Philanthropin Jane Tewson. Seit ihrer Gründung konnte die Stiftung ca. 1,047 Milliarden Pfund (ca. 1,45 Milliarden Euro) für Hilfsprojekte sammeln.
Einer der elementaren Grundsätze hinter der Arbeit bei Comic Relief ist das „Golden Pound Principle“, wobei jedes gespendete Pfund einer Wohltätigkeitsaktion zukommen muss. Sämtliche Betriebskosten werden von Firmensponsoren getragen oder aus dem Zins der Erträge, die noch nicht gespendet wurden.

## Benefizaktionen

### Comic-Relief-Single
Seit 1986 werden regelmäßig von bekannten Interpreten Singles aufgenommen, deren Verkaufserlöse der Organisation zugutekommen. Bislang wurden veröffentlicht:
- 1986: Living Doll von Cliff Richard & The Young Ones (die Darsteller der gleichnamigen britischen Fernsehserie)
- 1987: Rockin’ Around the Christmas Tree von Mel & Kim
- 1989: Help! von Bananarama & Lananeeneenoonoo
- 1991: The Stonk von Hale and Pace and the Stonkers (Brian May & David Gilmour)
- 1992: (I Want to Be) Elected von Smear Campaign (Bruce Dickinson, Rowan Atkinson, Angus Deayton)
- 1993: Stick It Out von Right Said Fred
- 1994: Absolutely Fabulous von Absolutely Fabulous (Jennifer Saunders und Joanna Lumley aus der gleichnamigen TV-Serie mit den Pet Shop Boys)
- 1995: Love Can Build a Bridge von Cher, Chrissie Hynde, Neneh Cherry & Eric Clapton
- 1997: Mama / Who Do You Think You Are von den Spice Girls
- 1999: When the Going Gets Tough, the Tough Get Going von Boyzone
- 2001: Uptown Girl von Westlife
- 2003: Spirit in the Sky von Gareth Gates and the Kumars (aus der TV-Serie The Kumars at No. 42)
- 2005: All About You / You’ve Got a Friend von McFly
- 2005: Is This the Way to Amarillo? von Tony Christie & Peter Kay
- 2007: Walk This Way von den Sugababes vs. Girls Aloud
- 2007: I’m Gonna Be (500 Miles) von den Proclaimers & Brian Potter & Andy Pipkin
- 2009: Just Can’t Get Enough von den Saturdays
- 2009: Barry Islands in the Stream von Ruth Jones & Rob Brydon (aus der TV-Serie Gavin & Stacey) featuring Tom Jones & Robin Gibb
- 2011: Gold Forever von The Wanted
- 2011: I Know Him so Well von Susan Boyle & Geraldine McQueen
- 2013: One Way or Another (Teenage Kicks) von One Direction

Von diesen Singles erreichten zwölf Platz eins in den britischen Charts, alle anderen kamen unter die Top Ten bis auf I Know Him so Well (Platz 11).

### Weitere Aktionen
- Seit 1988 gibt es die Spendenaktion Red Nose Day.[2]
- Die Harry-Potter-Autorin Joanne K. Rowling spendet den Erlös aus ihren Büchern Quidditch im Wandel der Zeiten und Phantastische Tierwesen & wo sie zu finden sind an die Organisation.
- 2009 organisierte Gary Barlow einen Sponsorenlauf für Comic Relief, bei dem er und acht weitere britische Prominente den Kilimandscharo bestiegen.[3]